# Himno de mi corazón
Himno de mi corazón es el tercer álbum de estudio de la banda argentina de Rock Los Abuelos de la Nada, publicado en octubre de 1984 por Interdisc.
La canción homónima se convirtió en una de las más emblemáticas de todo el rock en español: logró el puesto 50.º en el ranking de las 100 mejores canciones del rock argentino por la Rolling Stone Argentina y MTV en 2002, puesto 13.º en un ranking similar hecho en 2007 por Rock.com.ar, y puesto 213.º en el ranking de las 500 mejores canciones iberoamericanas de rock por la revista estadounidense Al Borde en 2006.

## Historia
Himno de mi corazón empezó a grabarse el 3 de agosto de 1984 en Ibiza, España y estuvo listo para la venta en octubre, por otra parte, el grupo estaba esperando a Gustavo Bazterrica, quien estaba de viaje en otra parte del país. El mítico músico Kubero Díaz tomó su lugar mientras algunos sostenían que debía quedar de manera fija (cosa que sucedió en 1986 con la llegada de la nueva formación). Los problemas se acrecentaron cuando otros aducían que había que esperar hasta último momento a Bazterrica, a quien por historia no se lo podía sacar de la banda.
Musicalmente Himno de mi corazón marca una madurez artística en los Abuelos, ya abandonando firmemente el sonido de la música divertida de los anteriores álbumes.
En este álbum las composiciones no fueron elaboradas en conjunto, tal como sucedía en los anteriores trabajos, sino que cada integrante aportó sus canciones. De esta manera, hay canciones de Andrés Calamaro, otras de Miguel Abuelo y otras dos de Gustavo Bazterrica, además, el guitarrista que tiempo después acompañaría a Calamaro en su carrera solista, Gringui Herrera, escribió una canción, "En linea". Cachorro colaboró con un tema que no tardó en convertirse en un clásico: "Lunes por la madrugada". Gustavo Bazterrica pese a llegar a último momento a Ibiza, logró grabar «Menage a trois» y «La fórmula del éxito», dos canciones suyas.
Sin lugar a dudas, el momento más emotivo y del álbum es la canción que le da título, una poesía que Miguel había dedicado a quien por ese entonces era su novia.
Himno de mi corazón fue presentado en octubre de ese año en el teatro Coliseo con funciones los dias 9, 10 y 11 de noviembre de 1984, Pero entre sus integrantes las relaciones ya no se sostenían. finalmente en enero de 1985, Bazterrica es expulsado por Miguel Abuelo debido a su adicción a la cocaína.

## Lista de canciones
| Himno de mi corazón |                                                         |                               |          |  |
| N.º                 | Título                                                  | Escritor(es)                  | Duración |  |
| 1.                  | «Lunes por la madrugada» (Voz líder: Abuelo y Calamaro) | (Cachorro López)              | 3:14     |  |
| 2.                  | «Hombre Lobo» (Voz líder: Calamaro)                     | (Andrés Calamaro)             | 3:39     |  |
| 3.                  | «En la fuente de la unión» (Voz líder: Abuelo y Lopez)  | (Miguel Abuelo/C. López)      | 3:45     |  |
| 4.                  | «Vasos y besos» (Voz líder: Abuelo)                     | (M. Abuelo/C. López)          | 3:47     |  |
| 5.                  | «Menage a Trois» (Voz líder: Abuelo y Bazterrica)       | (Gustavo Bazterrica)          | 3:53     |  |
| 6.                  | «Himno de mi corazón» (Voz líder: Abuelo)               | (M. Abuelo/C. López)          | 5:04     |  |
| 7.                  | «En línea» (Voz líder: Calamaro)                        | (A. Calamaro/Gringui Herrera) | 3:10     |  |
| 8.                  | «Medita Sol» (Voz líder: Abuelo)                        | (Miguel Abuelo)               | 2:32     |  |
| 9.                  | «La fórmula del éxito» (Voz líder: Bazterrica)          | (Gustavo Bazterrica)          | 2:55     |  |
| 10.                 | «No puedo decirte no» (Voz líder: Calamaro)             | (Andrés Calamaro)             | 4:08     |  |

## Músicos
- Miguel Abuelo - voz principal y coros, percusión
- Andrés Calamaro - voz principal y coros, sintetizadores, piano, sampler y secuenciador
- Gustavo Bazterrica - voz principal, coros y guitarra eléctrica en "La fórmula del éxito" y "Menage a Trois"
- Cachorro López - voz principal en "En la fuente de la unión", coros y bajo
- Alfredo Desiata - saxofón en todos los temas excepto en "Vasos y besos" y "En Linea"
- Polo Corbella - batería híbrida y caja de ritmos

### Músicos invitados
- Kubero Díaz - guitarra eléctrica en todas las canciones excepto en "Himno de mi corazón", "Menage a trois",  "En linea", "La fórmula del éxito" y coros en "Himno de mi corazon".
- Nito Mestre, Mark Liberg, Judith Black, Luciana Diaz, Ruben Villano, Quino Martínez Niebla - coros en "Himno de mi corazón".